# Sindrome del nodo del seno
La sindrome del nodo del seno, altrimenti detta sindrome bradi-tachi o  sindrome del nodo malato, è una forma di disfunzione del nodo del seno, che è situato nell'atrio destro del cuore.

## Eziologia
È una sindrome poco frequente, spesso legata all'invecchiamento; compare come bradicardia sinusale ed altri tipi di bradicardie (battito cardiaco lento) in movimento.
La sindrome del nodo malato può esser associata a tachicardia (ritmo cardiaco veloce), come la tachicardia sopraventricolare parossistica e la fibrillazione atriale.
L’aritmia è spesso causata o peggiorata da farmaci quali la digitale, i calcio-antagonisti, i beta-bloccanti e gli anti-aritmici.
Altre cause possono essere la sarcoidosi, amiloidosi, malattia di Chagas e le miocardiopatie.
La sindrome bradi-tachicardica è più frequente negli adulti anziani, dove la causa è spesso una degenerazione di tipo cicatriziale del sistema di conduzione cardiaco.
La cardiochirurgia, specie degli atri, è una causa comune della sindrome nei bambini.
Pure la malattia coronarica, l'ipertensione arteriosa e malattie delle valvole aortica e mitrale possono esser associate alla sindrome bradi-tachicardica, sebbene ciò possa essere una causa secondaria.

## Clinica
Anche se molti tipi di SBT non presentano sintomi, essi possono essere:
- Vertigine o sensazione di testa leggera
- Palpitazioni
- Dolore retrosternale\angina
- Fiato corto
- Affaticamento
- Cefalea
- Scompenso cardiaco

## Diagnosi
Tramite l'elettrocardiogramma.

### Quadro elettrocardiografico
La sindrome del nodo del seno si caratterizza per la presenza di:
- Bradicardia sinusale in movimento
- Continue pause sinusali con asistolia nella fase avanzata della malattia
- Altre aritmie, tachicardiche

## Trattamento
Le bradiaritmie sono ben controllate con il pacemaker, mentre le tachiaritmie rispondono bene alla terapia medica. 
Però, siccome possono esser presenti entrambe, i farmaci per controllare la tachiaritmia possono esacerbare la bradiaritmia. Di conseguenza, prima di iniziare la terapia farmacologica, al paziente viene impiantato il pacemaker.